# Corneliu Zimveliu
Corneliu Zimveliu (n. 7 octombrie 1899, Zagra, comitatul Bistrița-Năsăud, Austro-Ungaria – d. ?? (post 1992), probabil Brașov, România) a fost medic militar, participant la Marea Adunare Națională de la Alba Iulia și medic-șef al corpului Vânătorilor de Munte între anii 1944-1945. 

## Biografie și familie
Corneliu Zimveliu s-a născut la 7 octombrie 1899 în comuna Zagra (județul Bistrița-Năsăud), ca fiu al preotului din localitate, Ioan Zimveliu.   Fratele său, Victor Zimveliu, a fost la rândul său preot în Mocod și în Zagra.

## Studii
A urmat școala primară la Zagra, apoi la Năsăud. Studiile liceale le-a realizat la Năsăud și Blaj, dar le-a finalizat tot la Năsăud, în 1917. După participarea la Primul Război Mondial în armata austro-ungară, în 1919 a fost admis la Institutul medico-militar din București, iar în 1925 a obținut titlul de medic la Facultatea de Medicină a Universității din București și a fost avansat la gradul de căpitan-medic.

## Viața și activitatea
În anul 1917 a fost încorporat în armată și repartizat la Regimentul 63 infanterie cu garnizoana la Cluj. A luptat pe frontul italian, unde a fost rănit pe malul râului Piave, a stat un timp în spitalele din Udine, Klagenfurt și Sopron, apoi s-a reîntors în satul natal. În noiembrie 1918, când s-a anunțat organizarea Marii Adunări Naționale de la Alba Iulia, a pornit spre Alba Iulia, împreună cu colegul său Pompei Bașotă. A lăsat o scurtă descriere a drumului (în vagoane de tren neîncălzite și lipsite de iluminat) și a evenimentelor de la 1 decembrie 1918, redată de Florea Marin în medalionul biografic din lucrarea „Medicii și Marea Unire”. După finalizarea studiilor, între 1925-1933 a servit în mai multe unități militare. Între 1933-1935 a fost șeful Serviciului de boli interne la Spitalul militar din Brașov. Între 1935-1938 a fost medic al școlii de subofițeri din Brașov. Între 1938-1943 a fost medic la Regimentul 89 Infanterie, luptând pe frontul de est. Între 1944-1945 a fost medic-șef al Corpului Vânătorilor de Munte, luptând pe frontul din Transilvania (corpul Vânătorilor de Munte a fost retras din luptă după eliberarea orașului Zalău). În anul 1947 era membru al Comisie Militare Mixte din regiunea Militară III Cluj, pentru județul Brașov.  A continuat să servească în calitate de medic militar până la pensionare, în 1956. În anul 1993 era încă în viață și locuia la Brașov.